# 북아일랜드 동맹당

북아일랜드 동맹당(영어: Alliance Party of Northern Ireland, APNI, 아일랜드어: Páirtí Comhghuaillíochta Thuaisceart Éireann, 얼스터 스코트어: Alliance Pairtie o Norlin Airlann)는 북아일랜드의 자유주의 및 중도주의 정당이다. 북아일랜드 의회 의석수는 7석으로, 북아일랜드의 정당 중에서 다섯 번째로 크다.
신 얼스터 운동으로 1970년 창당된 연합당은 원래 중도 비파벌 연합주의를 대변했었다. 하지만 시간이 흐르면서 특히 90년대가 되자 연합에 대해 중립 성향으로 옮겨갔고, 더욱 폭을 넓혀 진보 비파벌 관련을 대변하게 되었다. 연합당은 파벌 분할을 극화시킨다는 이유로 벨파스트 협약에 따른 다극공존형 권력분립을 반대한다. 또한 북아일랜드 의회 내에서는 연합주의도 아일랜드 민족주의도 아닌 '기타'로 지정되어 있다.
연합당은 2010년 5월 총선에 참여하고, 북아일랜드 장관과 민주연합당 대표를 지낸 피터 로빈슨이 의원으로 있던 벨파스트이스트 선거구에서 나오미 롱 후보가 당선되어, 영국 전역 대상 총선거로는 처음으로 하원 의석을 얻게 되었다. 나오미 롱은 연합당 최초의 국회의원으로 있다가 1973년 얼스터 연합당으로 당적을 바꿨던 스트래턴 밀스 이후 첫 국회의원이었다. 그러나 2015년 총선에서 민주연합당은 다시 지역구를 되찾아왔고, 연합당 소속 국회의원도 사라져 원외 정당이 되었다.
연합당은 자유주의 인터내셔널의 일원이며, 영국 내에선 자유민주당과 조직관계를 맺고 있다.